# Poursuite par équipes masculine aux Jeux olympiques d'été de 1992
Navigation
Séoul 1988 Atlanta 1996
La poursuite par équipes masculine aux Jeux de 1992 consistait en une série de duels entre des équipes de quatre cyclistes, chaque équipe partant de côtés opposés de la piste. Il y avait 16 tours à parcourir (4 kilomètres) pour rejoindre l'équipe adverse. Si aucune équipe n'était rattrapée pendant ces 16 tours, le temps du troisième coureur de chaque équipe était comptabilisé pour déterminer l'équipe gagnante.

## Résultats

### Qualifications (30 juillet)
Pendant les qualifications, chaque équipe court seule, sans adversaire sur 4 kilomètres. Les huit équipes avec les meilleurs temps se qualifient pour les quarts de finale. Les douze dernières équipes sont classées selon les temps obtenus.
| Rang | Équipe                                                                          | Temps                  |
| ---- | ------------------------------------------------------------------------------- | ---------------------- |
| 1    | Australie Stuart O'Grady Brett Aitken Stephen McGlede Shaun O'Brien             | 4 min 11 s 245 (RM/RO) |
| 2    | Allemagne Stefan Steinweg Guido Fulst Michael Glöckner Jens Lehmann             | 4 min 14 s 934         |
| 3    | Italie Ivan Beltrami Rossano Brasi Ivan Cerioli Giovanni Lombardi               | 4 min 15 s 013         |
| 4    | Danemark Jan Bo Petersen Michael Sandstød Ken Frost Jimmi Madsen                | 4 min 17 s 719         |
| 5    | Grande-Bretagne Chris Boardman Paul Jennings Bryan Steel Glen Sword             | 4 min 19 s 126         |
| 6    | Équipe unifiée Valeri Baturo Nikolay Kuznetsov Dmitri Nelyubin Roman Saprykin   | 4 min 19 s 343         |
| 7    | Nouvelle-Zélande Gary Anderson Nigel Donnelly Glenn McLeay (en) Stuart Williams | 4 min 21 s 145         |
| 8    | Tchécoslovaquie Svatopluk Buchta Rudolf Juřícký Jan Panáček Pavel Tesař         | 4 min 21 s 687         |
| 9    | États-Unis Chris Coletta Dirk Copeland Matthew Hamon Jim Pollak                 | 4 min 22 s 963         |
| 10   | Espagne Adolfo Alperi Gabriel Aynat Jonathan Garrido Santos González            | 4 min 23 s 013         |
| 11   | France Hervé Dagorne Philippe Ermenault Daniel Pandelé Pascal Potié             | 4 min 23 s 924         |
| 12   | Pays-Bas Niels van der Steen Gerben Broeren Erik Cent Servais Knaven            | 4 min 25 s 693         |
| 13   | Cuba Conrado Cabrera Eugenio Castro Noël de la Cruz Raúl Domínguez              | 4 min 27 s 060         |
| 14   | Corée du Sud Ji Seung-Hwan Kim Yong-Gyu Park Min-Su Won Chang-Yong              | 4 min 27 s 706         |
| 15   | Japon Yasuhiro Ando Masamitsu Ehara Naikiyo Hashisako Makio Madarame            | 4 min 32 s 484         |
| 16   | Mexique Arturo García César Muciño Jesús Vázquez Marco Zaragoza                 | 4 min 32 s 834         |
| 17   | Argentine Ángel Darío Colla Gustavo Guglielmone Carlos Pérez Fabio Placanica    | 4 min 33 s 860         |
| 18   | Colombie Esteban López Fernando Sierra Alberny Vargas José Velásquez            | 4 min 36 s 086         |
| 19   | Iran Nima Ebrahim Mehrdad Afsharian Tarshiz Mohamed Reza Banna Majid Naseri     | 4 min 45 s 745         |
| 20   | Guam Jazy Garcia Manuel García Andrew Martin Martin Santos                      | 5 min 23 s 366         |

### 1/4 de finale (30 juillet)
Dans les quarts de finale, les équipes s'affrontent dans des manches basées sur les temps obtenus durant les qualifications. L'équipe la plus rapide se mesure à la huitième et ainsi de suite. Les vainqueurs se qualifient pour les demi-finales alors que les perdants reçoivent un rang basé sur le temps obtenu pendant ce tour.
| Série | Rang | Équipe           | Coureurs                                                                    | Temps               |
| ----- | ---- | ---------------- | --------------------------------------------------------------------------- | ------------------- |
| 1     | 1    | Danemark         | Jan Bo Petersen Michael Sandstød Ken Frost Jimmi Madsen Klaus Kynde Nielsen | 4 min 12 s 270 (RO) |
| 1     | 2    | Grande-Bretagne  | Chris Boardman Paul Jennings Bryan Steel Glen Sword                         | 4 min 14 s 350      |
| 2     | 1    | Italie           | Ivan Beltrami Rossano Brasi Ivan Cerioli Fabrizio Trezzi                    | 4 min 15 s 440      |
| 2     | 2    | Équipe unifiée   | Valeri Baturo Aleksandr Gonchenkov Dmitri Nelyubin Roman Saprykin           | 4 min 16 s 685      |
| 3     | 1    | Allemagne        | Stefan Steinweg Andreas Walzer Michael Glöckner Jens Lehmann                | 4 min 10 s 980      |
| 3     | 2    | Nouvelle-Zélande | Gary Anderson Nigel Donnelly Carlos Marryatt Stuart Williams                | rejoint             |
| 4     | 1    | Australie        | Stuart O'Grady Brett Aitken Stephen McGlede Shaun O'Brien                   | 4 min 10 s 438      |
| 4     | 2    | Tchécoslovaquie  | Svatopluk Buchta Rudolf Juřícký Jan Panáček Pavel Tesař                     | rejoint             |

### 1/2 de finale (31 juillet)
Dans les demi-finales, les équipes s'affrontent sur une manche. Les vainqueurs se qualifient pour la finale et les perdants reçoivent un rang basé sur le temps obtenu pendant ce tour.
| Série | Rang | Équipe    | Coureurs                                                                    | Temps          |
| ----- | ---- | --------- | --------------------------------------------------------------------------- | -------------- |
| 1     | 1    | Allemagne | Stefan Steinweg Andreas Walzer Michael Glöckner Jens Lehmann                | 4 min 10 s 446 |
| 1     | 2    | Danemark  | Jan Bo Petersen Michael Sandstød Ken Frost Jimmi Madsen Klaus Kynde Nielsen | 4 min 15 s 860 |
| 2     | 1    | Australie | Stuart O'Grady Brett Aitken Stephen McGlede Shaun O'Brien                   | 4 min 15 s 705 |
| 2     | 2    | Italie    | Ivan Beltrami Rossano Brasi Ivan Cerioli Fabrizio Trezzi                    | 4 min 18 s 291 |

### Finale (31 juillet)
Les équipes qualifiées au tour précédent se rencontrent pour le titre olympique.
| Rang | Équipe    | Coureurs                                                     | Temps                  |
| ---- | --------- | ------------------------------------------------------------ | ---------------------- |
| 1    | Allemagne | Stefan Steinweg Andreas Walzer Michael Glöckner Jens Lehmann | 4 min 08 s 791 (RM/RO) |
| 2    | Australie | Stuart O'Grady Brett Aitken Stephen McGlede Shaun O'Brien    | 4 min 10 s 218         |

## Sources
- Résultats sur sports-reference.com